# Fregenal de la Sierra
Fregenal de la Sierra je španělské město situované v provincii Badajoz (autonomní společenství Extremadura).

## Poloha
Obec je vzdálena 97 km od města Badajoz. Patří do okresu Sierra Suroeste a soudního okresu Fregenal de la Sierra. Obec leží v údolí pohoří Sierra Morena. Obcí prochází silnice EX-101, EX-201 a národní silnice N-435.

## Historie
V roce 1834 se obec stává součástí soudního okresu Fregenal de la Sierra. V roce 1842 čítala obec 1260 usedlostí a 4620 obyvatel.

## Odkazy

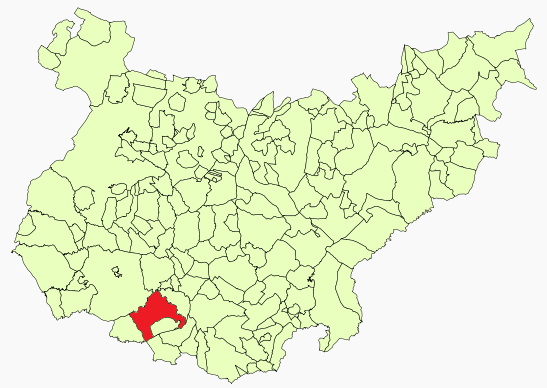
Poloha obce v provincii Badajoz

## Demografie
| Populace obce Fregenal de la Sierra z let (1842–2010) | Populace obce Fregenal de la Sierra z let (1842–2010) | Populace obce Fregenal de la Sierra z let (1842–2010) | Populace obce Fregenal de la Sierra z let (1842–2010) | Populace obce Fregenal de la Sierra z let (1842–2010) | Populace obce Fregenal de la Sierra z let (1842–2010) | Populace obce Fregenal de la Sierra z let (1842–2010) | Populace obce Fregenal de la Sierra z let (1842–2010) | Populace obce Fregenal de la Sierra z let (1842–2010) | Populace obce Fregenal de la Sierra z let (1842–2010) | Populace obce Fregenal de la Sierra z let (1842–2010) | Populace obce Fregenal de la Sierra z let (1842–2010) | Populace obce Fregenal de la Sierra z let (1842–2010) | Populace obce Fregenal de la Sierra z let (1842–2010) | Populace obce Fregenal de la Sierra z let (1842–2010) | Populace obce Fregenal de la Sierra z let (1842–2010) | Populace obce Fregenal de la Sierra z let (1842–2010) | Populace obce Fregenal de la Sierra z let (1842–2010) |
| ----------------------------------------------------- | ----------------------------------------------------- | ----------------------------------------------------- | ----------------------------------------------------- | ----------------------------------------------------- | ----------------------------------------------------- | ----------------------------------------------------- | ----------------------------------------------------- | ----------------------------------------------------- | ----------------------------------------------------- | ----------------------------------------------------- | ----------------------------------------------------- | ----------------------------------------------------- | ----------------------------------------------------- | ----------------------------------------------------- | ----------------------------------------------------- | ----------------------------------------------------- | ----------------------------------------------------- |
| 1842                                                  | 1857                                                  | 1860                                                  | 1877                                                  | 1887                                                  | 1897                                                  | 1900                                                  | 1910                                                  | 1920                                                  | 1930                                                  | 1940                                                  | 1950                                                  | 1960                                                  | 1970                                                  | 1981                                                  | 1991                                                  | 2001                                                  | 2010                                                  |
| 4 620                                                 | 6 948                                                 | 6 528                                                 | 7 707                                                 | 8 824                                                 | 7 908                                                 | 9 615                                                 | 10 773                                                | 11 119                                                | 10 277                                                | 10 806                                                | 11 716                                                | 10 498                                                | 7 706                                                 | 5 722                                                 | 5 436                                                 | 5 308                                                 | 5 203                                                 |